# Regina Folk Festival
Le Regina Folk Festival est un festival de musique folk tenu annuellement dans le parc Victoria (en) à Regina en Saskatchewan au Canada depuis 1999. Il se tient la deuxième fin de semaine d'août et s'étend sur trois jours attirant autour de 20 000 personnes.